# Episodi di The Office (seconda stagione)
La seconda stagione della serie televisiva The Office, composta da 22 episodi, è andata in onda negli Stati Uniti d'America dal 20 settembre 2005 all'11 maggio 2006 sul canale statunitense NBC.
In Italia è stata trasmessa nel 2006 dal canale satellitare Fox. In chiaro è trasmessa dal 12 dicembre 2012 su Italia 2.
| nº | Titolo originale               | Titolo italiano             | Prima TV USA      | Prima TV Italia |
| -- | ------------------------------ | --------------------------- | ----------------- | --------------- |
| 1  | The Dundies                    | La premiazione              | 20 settembre 2005 | 2006            |
| 2  | Sexual Harassment              | Sesso in ufficio            | 27 settembre 2005 | 2006            |
| 3  | Office Olympics                | Giochi d'ufficio            | 4 ottobre 2005    | 2006            |
| 4  | The Fire                       | Regole                      | 11 ottobre 2005   | 2006            |
| 5  | Halloween                      | Decisione difficile         | 18 ottobre 2005   | 2006            |
| 6  | The Fight                      | Guerrieri d'ufficio         | 1º novembre 2005  | 2006            |
| 7  | The Client                     | Il cliente                  | 8 novembre 2005   | 2006            |
| 8  | Performance Review             | Equivoco sentimentale       | 15 novembre 2005  | 2006            |
| 9  | Email Surveillance             | Controllo e-mail            | 22 novembre 2005  | 2006            |
| 10 | Christmas Party                | Spirito natalizio           | 16 dicembre 2005  | 2006            |
| 11 | Booze Cruise                   | Crociera alcolica           | 5 gennaio 2006    | 2006            |
| 12 | The Injury                     | L'infortunio                | 12 gennaio 2006   | 2006            |
| 13 | The Secret                     | Segreto d'ufficio           | 19 gennaio 2006   | 2006            |
| 14 | The Carpet                     | Sorpresa                    | 26 gennaio 2006   | 2006            |
| 15 | Boys and Girls                 | Riunioni pericolose         | 2 febbraio 2006   | 2006            |
| 16 | Valentine's Day                | Buon San Valentino          | 9 febbraio 2006   | 2006            |
| 17 | Dwight's Speech                | Il discorso di Dwight       | 2 marzo 2006      | 2006            |
| 18 | Take Your Daughter to Work Day | La giornata delle figlie    | 16 marzo 2006     | 2006            |
| 19 | Michael's Birthday             | Il compleanno di Michael    | 30 marzo 2006     | 2006            |
| 20 | Drug Testing                   | Il paladino della giustizia | 27 aprile 2006    | 2006            |
| 21 | Conflict Resolution            | Lamentele                   | 4 maggio 2006     | 2006            |
| 22 | Casino Night                   | Serata al casinò            | 11 maggio 2006    | 2006            |

## La premiazione
- Titolo originale: The Dundies
- Diretto da: Greg Daniels
- Scritto da: Mindy Kaling

### Trama
Alla Dunder Mifflin di Scranton, Pennsylvania, Michael Scott sta organizzando l'annuale cerimonia di premiazione dei Dundie Awards: a differenza del regional manager, tuttavia, i colleghi si dimostrano tutt'altro che entusiasti di fronte a tale ricorrenza, soprattutto Pam, che ogni anno riceve il premio per il fidanzamento ufficiale più duraturo. Per ravvivare gli animi, Michael offre l'inedita occasione di portare alla cena di rito e alla premiazione anche le famiglie di ciascun impiegato.
La serata dei Dundie Awards stenta a decollare, così alcuni invitati, tra cui Roy, cominciano a disertare i festeggiamenti: ciò causa una lite tra lui e Pam, che decide invece di rimanere, trovando la compagnia di Jim. Deriso addirittura da un gruppo di giovani, Michael decide di concludere anticipatamente la festa: nell'imbarazzo generale, Pam, inebriata dal troppo alcool, cerca di ravvivare la serata con successo. A sorpresa, e grazie all'intervento di Jim, Pam non riceve il premio per il fidanzamento più duraturo, bensì quello per le scarpe più bianche: esaltata dai festeggiamenti, Pam abbraccia e bacia Jim. A fine serata, Pam e Jim vivono un momento di intimità, quindi il ragazzo lascia che Pam si faccia accompagnare a casa da Angela .
- Altri interpreti: Angela Kinsey (Angela)

## Sesso in ufficio
- Titolo originale: Sexual Harrasment
- Diretto da: Ken Kwapis
- Scritto da: B. J. Novak

### Trama
Michael viene informato da Toby, addetto alle risorse umane, che ciascun dipendente verrà sottoposto a un breve colloquio di routine sulle molestie sessuali sul lavoro, e accoglie la notizia malvolentieri, soprattutto a causa della visita del suo amico e collega Todd Packer, molto propenso all'umorismo spinto. A causa del comportamento e dei commenti controversi di Michael viene quindi convocato un avvocato per riequilibrare la situazione. Ciononostante, Michael dà libero adito alle battute sessiste di Todd, dimostrando di vivere nella sua ombra.
Nel frattempo, fa visita in ufficio la madre di Pam: Jim, interessato dalla situazione, riesce a origliare la madre chiedere alla figlia quale dei suoi colleghi sia Jim.
- Altri interpreti: David Koechner (Todd Packer)

## Giochi d'ufficio
- Titolo originale: Office Olympics
- Diretto da: Paul Feig
- Scritto da: Michael Schur

### Trama
Michael è in procinto di chiudere l'acquisto di un appartamento di proprietà, ragion per cui è costretto ad assentarsi dal lavoro, portando con sé Dwight. Michael si rivela molto entusiasta all'idea di acquisire un domicilio di proprietà, per poi cambiare radicalmente d'umore una volta venuto a sapere da Carol, l'agente immobiliare, della reale estensione temporale del pagamento del mutuo in rate: nonostante qualche ripensamento e tentennamento, però, Michael conclude definitivamente l'acquisto.
In ufficio, invece, Jim è straziato dalla noia, e saltando di scrivania in scrivania si accorge che ogni collega ha dei passatempi particolari con cui svagarsi: con la complicità di Pam, Jim indice una grande competizione d'ufficio, mettendo in palio delle medaglie realizzate in alluminio e graffette. Pam e Jim organizzano competizioni inedite, basate proprio sui peculiari passatempi degli impiegati. La giornata si conclude con la consegna della medaglia d'oro a Michael, per l'acquisto dell'immobile.
- Altri interpreti: Nancy Carell (Carol)

## Regole
- Titolo originale: The Fire
- Diretto da: Ken Kwapis
- Scritto da: B. J. Novak

### Trama
È la giornata della valutazione di Michael su Ryan, come richiesto dall'agenzia di collocamento, ma il lavoro viene interrotto da un principio d'incendio che costringe gli impiegati a evacuare l'edificio della Dunder-Mifflin. Michael viene successivamente a sapere che Ryan è recentemente stato ammesso a una business school serale, ragion per cui comincia a vederlo come una sorta di allievo, fino a prenderlo sotto la sua ala (nonostante la riluttanza dello stesso Ryan), per istruirlo in favore di un futuro da leader, destando nel frattempo le gelosie di Dwight.
Dal momento che gli uffici risultano inagibili, Jim decide di radunare i colleghi e di organizzare una sessione di gruppo affinché i vari impiegati si conoscano meglio tra di loro, riscontrando un'entusiasta partecipazione. Nel mentre, Pam si accorge che Katy e Jim stanno continuando a frequentarsi, e si dimostra turbata al riguardo, pur continuando a dirsi felice per Jim. A fine giornata, si scopre che l'emergenza incendio è scaturita a causa di un tostapane che Ryan aveva lasciato sbadatamente in cottura, finendo anch'egli per avere una "identità" all'interno dell'ufficio, cosa che aveva sempre cercato di evitare.

## Decisione difficile
- Titolo originale: Halloween
- Diretto da: Paul Feig
- Scritto da: Greg Daniels

### Trama
Dopo aver rimandato fino alla fine di ottobre, proprio nel giorno di Halloween Michael è costretto a comunicare a Jan il nome dell'impiegato che verrà licenziato a causa del ridimensionamento della Dunder Mifflin. Dopo vari tentativi e su consiglio di Dwight, la scelta si riduce a due dipendenti, Creed e Devon: Creed riesce però a persuadere il capo a non licenziarlo, così Michael opterà a malincuore per Devon come vittima sacrificale.
Parallelamente, Jim e Pam decidono di tendere l'ennesimo scherzo a Dwight, pubblicando su vari siti di annunci lavorativi il suo curriculum aggiornato. Il clima però si raggela quando Pam esorta Jim a proporsi per un'offerta di lavoro a Cumberland, Maryland.
- Altri interpreti: Creed Bratton (Creed), Devon Abner (Devon White)

## Guerrieri d'ufficio
- Titolo originale: The Fight
- Diretto da: Ken Kwapis
- Scritto da: Gene Stupnitsky e Lee Eisenberg

### Trama
Jim scopre che Dwight è appena stato insignito del titolo di senpai e della cintura viola presso il dojo Goju-Ryu Karate, e approfitta della situazione per indurre Michael, che sta cercando una scappatoia dal dover adempiere a un duplice incarico, a sfidare Dwight stesso per decretare chi tra i due sia il migliore lottatore. Dopo alcuni colpi bassi reciproci, Michael e Dwight si accordano per sfidarsi in un vero incontro di karate, e lo scontro si conclude in favore di Michael, che riconosce nel suo dipendente la stoffa per essere promosso da "assistente al regional manager" ad "assistente regional manager".
Nel frattempo, Ryan, incaricato di rinnovare i contatti d'emergenza degli impiegati, viene sempre più tormentato dalle invadenti simpatie di Michael, mentre l'amicizia tra Jim e Pam comincia a vivere i primi alti e bassi.

## Il cliente
- Titolo originale: The Client
- Diretto da: Greg Daniels
- Scritto da: Paul Lieberstein

### Trama
Michael e Jan prendono parte a un incontro a tre con un rappresentante della contea, con la quale la Dunder Mifflin intende fare affari, e durante lo stesso incontro Michael scopre con stupore che Jan ha divorziato. La stessa Jan rimane infastidita dai modi d'agire di Michael, che sembra prendere poco seriamente la potenziale acquisizione di una compagnia rivale, e si esaspera di fronte all'accondiscendenza dello stesso cliente. Man mano che la serata procede, Jan si accorge che Michael ha in mente una tattica che va a segno, e che consente alla propria compagnia di concludere l'affare: esaltata dal successo e dal troppo alcool, Jan bacia Michael e lo invita a passare la notte presso un hotel.
Mentre Michael è impegnato altrove, in ufficio Pam scova uno screenplay scritto da Michael, che ha per protagonista il suo alter ego Michael Scarn, agente dell'FBI: Jim e Pam invitano così tutti i colleghi a recitare un ruolo in una messa in scena dello stesso copione, fino a che Dwight si accorge che uno dei personaggi più abietti era ispirato proprio a lui. Alcuni colleghi si trattengono in ufficio fino a sera, tra cui Jim e Pam, che cenano sul tetto dell'edificio e passano assieme la serata. Il giorno seguente, però, Pam non si rivela tanto felice quanto Jim di aver passato la sera insieme all'amico.

## Equivoco sentimentale
- Titolo originale: Performance Review
- Diretto da: Paul Feig
- Scritto da: Larry Wilmore

### Trama
Nel giorno delle performance reviews, Michael, ossessionato da quanto accaduto con Jan, informa alcuni suoi dipendenti del trascorso, e la notizia si sparge inevitabilmente a macchia d'olio. Lo stesso Michael deve essere sottoposto a una performance interview, coordinata proprio da Jan, che dal canto suo non intende in alcun modo affrontare l'argomento, per ovvie ragioni professionali. Preoccupato per l'essere a corto di idee in vista del colloquio, Michael decide di ricorrere alla scatola dei suggerimenti, e di fronte a Jan legge un biglietto riguardante quanto accaduto tra i due. Sconcertata, Jan prende le distanze da Michael, spiegandogli che tra i due non può nascere alcun tipo di relazione sana.
Nel mentre, Jim si accorge che Dwight crede di star vivendo un venerdì anziché un giovedì, e fa di tutto per assecondare quest'abbaglio. Ciò finirà per mandare a monte l'intento di Dwight di ricevere un aumento di salario.

## Controllo e-mail
- Titolo originale: Email Surveillance
- Diretto da: Paul Feig
- Scritto da: Jennifer Celotta

### Trama
I dipendenti d'ufficio vengono a sapere che Michael ha libero accesso agli indirizzi di posta elettronica di ciascuno di loro; di fronte alla preoccupazione dei vari impiegati legata alla possibilità che qualcosa di controverso emerga dalle loro email, Jim e Pam notano una certa paranoia in Dwight e Angela, con il sospetto che i due abbiano una relazione clandestina. Michael, invece, viene a sapere che Jim ha organizzato una grigliata, alla quale sono stati invitati tutti i colleghi escluso Michael stesso.
Alla grigliata a casa di Jim, Pam si dimostra interessata alla vita personale del collega, scoprendo poi che lui e Katy sono in rottura; si mostra tuttavia turbata all'idea che qualcuno creda che tra lei e Jim vi sia del sentimento. A sorpresa, fa poi comparsa Michael, di ritorno da una lezione di improvvisazione teatrale, invitato proprio da Dwight, convinto che la festa fosse una sorpresa per il loro capo: la sua presenza raggela l'atmosfera, ma Jim agisce per rallegrare gli spiriti e coinvolge Michael nella serata. In chiusura di puntata, la telecamera sorprende Dwight e Angela impegnati in un amplesso.

## Spirito natalizio
- Titolo originale: Christmas Party
- Diretto da: Charles McDougall
- Scritto da: Michael Schur

### Trama
Il party planning committee e Michael stanno organizzando l'annuale festa di Natale in ufficio, e come di consueto è stato anticipatamente indetto il Secret Santa: a ogni partecipante viene assegnato casualmente il nome di un collega, senza che quest'ultimo lo sappia, cui dover fare un regalo. Quando Michael, che ha regalato il nuovo iPod a Ryan ignorando la soglia massima dei 20 dollari da spendere nel regalo, riceve un semplice guanto da forno da parte di Phyllis, egli rimane deluso e decide di organizzare lo Yankee Swap, ovvero un "furto" arbitrario dei regali, a scapito dell'atmosfera di generosità tipicamente natalizia.
Ben presto il gioco degenera, e ogni partecipante cerca di accaparrarsi l'iPod di Ryan, con il risultato che ogni regalo finisce nelle mani della persona sbagliata: persino Pam, che ha ricevuto una speciale teiera da parte di Jim, rinuncia al suo dono in favore dell'iPod. La situazione finisce per atterrire Phyllis, così Michael porta litri di alcool in ufficio per rianimare l'atmosfera. Pam, invece, si accorge del dispiacere arrecato a Jim, così baratta il suo iPod per la teiera, finita nel frattempo nelle mani di Dwight. Jim, tuttavia, riprenderà una lettera personale lasciata all'interno della confezione prima che Pam possa leggerla.
- Altri interpreti: Phyllis Smith (Phyllis Vance)

## Crociera alcolica
- Titolo originale: Booze Cruise
- Diretto da: Ken Kwapis
- Scritto da: Greg Daniels

### Trama
Per l'annuale party motivazionale della Dunder Mifflin di Scranton, Michael ha deciso di organizzare una crociera alcolica al lago Wallenpaupak: come di consueto, l'atmosfera di festività esalta Michael, che finisce per invadere le competenze del capitano della nave, per non perdere il proprio ruolo di motivatore del gruppo, ma creerà solamente disastri. A bordo, l'effetto dell'alcool causa l'euforia dei presenti, eccetto Pam e Jim: la ragazza, in particolare, confessa al collega i propri dubbi sul suo compagno Roy. Il racconto di un trascorso di vita del capitano induce però Roy ad annunciare a sorpresa, dopo tre anni di fidanzamento ufficiale, la data definitiva delle nozze con Pam. Di fronte a tale dichiarazione, Pam reagisce con gioia, mentre Jim, attonito e deluso, decide di rompere con Katy. Sul ponte di comando, il ragazzo incontra Michael, e ammette di provare qualcosa per Pam.

## L'infortunio
- Titolo originale: The Injury
- Diretto da: Bryan Gordon
- Scritto da: Mindy Kaling

### Trama
Quando in ufficio, Pam riceve una telefonata d'emergenza da Michael, che si è ustionato il piede dopo aver calpestato una griglia accesa a casa: Dwight decide di accorrere a casa del capo, ma ha un incidente in macchina e rimedia un trauma cranico che ne altera profondamente il comportamento. Michael, pur chiedendo ai dipendenti di non trattarlo diversamente solo perché infortunato, cerca di farsi dare il massimo delle attenzioni da chiunque. Sconcertato dal poco peso datogli dagli impiegati, Michael organizza una conferenza di sensibilizzazione sulle disabilità, finendo per essere disdegnato anche dal conferenziere stesso, costretto su sedia a rotelle.
Intanto, di fronte agli ambigui e inusuali gesti di Dwight nei confronti di Pam, Angela e altri colleghi, Jim realizza che il ragazzo ha subito una infortunio cerebrale, così lui e Michael lo portano all'ospedale. Anche lì, Michael cercherà di restare al centro dell'attenzione, nonostante le condizioni di Dwight.

## Segreto d'ufficio
- Titolo originale: The Secret
- Diretto da: Dennie Gordon
- Scritto da: Lee Eisenberg e Gene Stupnitsky

### Trama
Michael, l'unico dell'ufficio a conoscenza del fatto che Jim provi qualcosa per Pam, fatica a mantenere il segreto, benché il diretto interessato cerchi di prendere le massime precauzioni per un'eventuale fuoriuscita di informazioni. Quando, nel giorno delle pulizie pre-primaverili, la situazione è sul punto di degenerare e l'ufficio finisce per scoprire il segreto di Jim, il ragazzo decide di rivolgersi direttamente all'amica, confidandole di aver avuto una cotta per lei all'inizio della loro amicizia, ma di aver totalmente superato la cosa.
Nel mentre, Dwight si fa affidare l'incarico di indagare sulla reale ragione dietro l'assenza di Oscar dal lavoro: non credendo alla scusa della malattia, Dwight arriverà all'appostamento sotto la casa del collega, scoprendo infine che l'impiegato si era assentato per una giornata di shopping con il suo compagno.

## Sorpresa
- Titolo originale: The Carpet
- Diretto da: Victor Nelli Jr.
- Scritto da: Paul Lieberstein

### Trama
In una normale mattina d'ufficio, Michael trova nel suo ufficio delle feci, e decide di occupare la scrivania di Jim in attesa che il suo ufficio venga ripulito: mentre trascorre la giornata a stretto contatto con i suoi dipendenti, Michael si impegnerà per identificare il responsabile del misfatto, chiedendo aiuto anche al suo precedente datore di lavoro, Ed Truck, scoprendo poi che l'autore dello scherzo è nient'altri che Todd Packer.
Quello stesso giorno, Pam fa ritorno dalla sua settimana bianca, ma Jim ha la sensazione che i rapporti con lei siano tesi a causa dell'imbarazzo: per tutta la giornata è inoltre costretto a stare in scrivania con Kelly, a causa di Michael, lontano da Pam. Jim viene così a sapere che Kelly cova un certo interesse per Ryan, e finisce per combinare un appuntamento tra i due. A fine giornata, ascoltando i messaggi in segreteria, constata con sorpresa che Pam gli ha lasciato vari messaggi durante la giornata.
- Altri interpreti: Ken Howard (Ed Truck)

## Riunioni pericolose
- Titolo originale: Boys and Girls
- Diretto da: Dennie Gordon
- Scritto da: B.J. Novak

### Trama
Mentre Jan sta tenendo un incontro riservato alle donne dell'ufficio, Michael decide di organizzare un incontro esclusivo per gli uomini dell'ufficio, da tenersi presso il magazzino della Dunder Mifflin di Scranton, coinvolgendo quindi anche Darryl, Roy e il restante personale della warehouse. Jim ha così occasione di chiarirsi con Roy per i trascorsi con Pam: quest'ultimo, però, si dimostra tutt'altro preoccupato, e anzi ringrazia il collega di essere amico di Pam. Michael, invece, causa solamente problemi ai magazzinieri, e per rimediare cerca di creare un dialogo tra lui e i lavoratori: Darryl comincia così a protestare per le loro condizioni di lavoro, e propone la fondazione di un sindacato.
All'incontro sulle donne di Jan, Pam rivela alle colleghe e al proprio superiore la sua passione per il disegno, così Jan le consiglia di iscriversi a un corso di graphic design a New York organizzato dalla stessa azienda. Pam, inizialmente entusiasta, vi rinuncerà ben presto, venendo indotta da Roy a non prendervi parte: Jim le fa così presente dell'errore che sta commettendo, e tra i due scoppia un battibecco.

## Buon San Valentino
- Titolo originale: Valentine's Day
- Diretto da: Greg Daniels
- Scritto da: Michael Schur

### Trama
Nel giorno di San Valentino, Michael lascia l'ufficio per recarsi a New York, presso la sede del nord-est della Dunder-Mifflin. Dopo aver incontrato gli altri regional manager, Michael racconta loro di aver avuto dei trascorsi con Jan, parlando di lei come la sua compagna attuale. A causa di un battibecco, uno dei regional manager denuncia la apparente relazione tra Jan e Michael al CFO, ma i due riescono a chiarire l'accaduto. Prima che Michael se ne vada, però, Jan lo bacia.
Nel frattempo, alla sede di Scranton si sta festeggiando, e a sorpresa Phyllis sta venendo riempita di regali dal suo fidanzato, Bob Vance. Kelly e Ryan stanno mandando avanti la loro relazione con evidenti differenti vedute, Dwight e Angela si scambiano segretamente dei doni, mentre Pam si rende sempre più conto della personale insoddisfazione nei confronti di Roy.
- Altri interpreti: Robert R. Schafer (Bob Vance)

## Il discorso di Dwight
- Titolo originale: Dwight's Speech
- Diretto da: Charles McDougall
- Scritto da: Paul Lieberstein

### Trama
Dwight è stato insignito del premio come miglior venditore della sezione nord-orientale della Dunder Mifflin, ragion per cui deve recarsi a tenere un discorso di ringraziamento: interviene così Michael, che cerca di guidarlo essendo anch'egli stato insignito di tale onorificenza in passato. Anche Jim decide di dare una mano al collega, con il solo scopo di prenderlo in giro, fingendo di essersi laureato in public speaking al college: ne risulta un discorso con ampia gestualità e con molte frasi tratte da celebri discorsi di dittatori storici, quali Benito Mussolini e Lenin. Nel corso della conferenza di premiazione, Michael è costretto a intrattenere con molto imbarazzo i presenti a causa delle paure di Dwight, che si fa poi coraggio e riesce a conquistare gli animi del pubblico.
In ufficio, invece, Jim chiede consiglio ai colleghi per la scelta della meta di un viaggio che programma di fare, optando infine per la Nuova Zelanda: spiegherà poi a Pam che partirà l'8 giugno successivo, il che gli impedirà di prender parte al matrimonio di Pam e Roy, fissato per il 10 giugno.

## La giornata delle figlie
- Titolo originale: Take Your Daughter to Work Day
- Diretto da: Victor Nelli Jr.
- Scritto da: Mindy Kaling

### Trama
Michael organizza una speciale giornata di lavoro, consentendo agli impiegati di portare sul posto di lavoro i propri figli: i lavoratori fanno così la conoscenza di Abby, la figlia della compagna di Kevin, Melissa, figlia di Stanley, Jakey, figlio di Meredith, e Sasha, figlia di Toby. Nonostante l'impegno, Pam fatica ad aggraziarsi i bambini, mentre Jim riesce a relazionarsi facilmente con loro. La presenza dei ragazzini in ufficio mette a disagio Ryan, soprattutto a causa dei commenti di Kelly, che si dice ansiosa di sposarsi e restare incinta.
Anche Michael si dà da fare per ricevere le simpatie dei bambini, e decide di mostrare loro una registrazione di una vecchia puntata di Fundle Bundle cui aveva preso parte Michael stesso da bambino, finendo tuttavia per abbattersi una volta realizzato che non è l'uomo che sognava di diventare quando era piccolo.
- Altri interpreti: Spencer Daniels (Jakey), Delaney Ruth Farrell (Sasha), Haley Daniels (Abby), Jazz Raycole (Melissa)

## Il compleanno di Michael
- Titolo originale: Michael's Birthday
- Diretto da: Ken Whittingham
- Scritto da: Gene Stupnitsky e Lee Eisenberg

### Trama
È il compleanno di Micheal, che come di consueto vive con entusiasmo la giornata, e il party planning committee sta organizzando i festeggiamenti. Michael non tarda nell'accorgersi che i dipendenti gli stanno dando poche attenzioni, questo perché impensieriti dalla situazione personale di Kevin Malone, che attende un secondo responso medico su un suo possibile tumore cutaneo. Mentre Jim e Pam si occupano di procurare qualche regalo per Kevin, gli altri dipendenti dell'ufficio, di fronte alle reiterate richieste di attenzioni di Michael, fanno presente il problema del loro collega.
Nonostante un'iniziale mancanza di empatia nei confronti del proprio dipendente, Michael decide di dedicare la tappa di gruppo sulla pista da hockey su ghiaccio a Kevin, e a fine giornata il lavoratore riceve il responso negativo da parte dell'equipe medica.

## Il paladino della giustizia
- Titolo originale: Drug Testing
- Diretto da: Greg Daniels
- Scritto da: Jennifer Celotta

### Trama
Dwight ha ritrovato uno spinello nel parcheggio aziendale e si è assegnato l'incarico di identificare il responsabile, forte della sua carica di sceriffo volontario di Scranton. Nonostante gli venga chiesta una minore severità nelle indagini, Dwight ordina un esame delle urine per tutti i membri dell'ufficio. Michael ne risulta turbato: la sera prima, a un concerto di Alicia Keys, Michael è convinto di aver fumato della marijuana, e teme che nelle sue urine possano essere rinvenute tracce di THC che gli possano creare problemi. Così, Michael chiede a Dwight di poter consegnare anch'egli la sua urina al laboratorio. Dwight fornisce la propria complicità a Michael, ma decide successivamente di dimettersi dall'incarico di sceriffo volontario a causa del conflitto morale.
Jim, nel frattempo, intrattiene alcuni colleghi con delle imitazioni dei dipendenti dell'ufficio: a un'imitazione di Stanley, Pam riesce a incastrare Jim nel jinx, ovvero, dopo che entrambi hanno pronunciato la medesima frase contemporaneamente, Jim non può più parlare a meno che non adempia a un certo obbligo, in questo caso l'acquisto di una lattina di Coca-Cola. Jim riesce inizialmente a resistere alla sfida, ma dopo un momento di disagio legato alle passate confessioni Pam decide di scioglierlo dal jinx.

## Lamentele
- Titolo originale: Conflict Resolution
- Diretto da: Charles McDougall
- Scritto da: Greg Daniels

### Trama
In ufficio scoppia un battibecco tra Angela e Oscar, così Michael decide di intervenire come paciere, per risolvere l'astio. Michael viene successivamente a conoscenza di un archivio di lamentele, nelle mani di Toby, che il manager stesso si ripropone di risanare, con il risultato di far emergere ogni piccola asperità interpersonale. La situazione precipita quando Dwight finisce vittima dell'ennesimo scherzo di Jim, arrivando a chiedere il trasferimento del collega.
Anche Pam, che è sempre più impegnata nell'organizzazione delle ormai prossime nozze, è il bersaglio di una lamentela, poi ritirata, che fa riferimento proprio al suo continuo parlare del matrimonio. Jim ammette, con colpevole ritardo, di essere l'autore di tale lamentela; infine, memore delle parole di Dwight e conscio delle difficoltà personali con Pam, Jim si reca a un colloquio per un effettivo trasferimento.

## Serata al casinò
- Titolo originale: Casino Night
- Diretto da: Ken Kwapis
- Scritto da: Steve Carell

### Trama
Michael continua a ignorare i rischi di accorpamento, e si dedica piuttosto all'organizzazione della Casino Night, una serata di beneficenza con vari premi in palio. Galvanizzato dall'organizzazione della festa, Michael cerca di invitare alla festa Jan, e di fronte al suo rifiuto ripiega su Carol, l'agente immobiliare, salvo poi sentire Jan dare la propria disponibilità per la serata. Nel frattempo, Jim cerca di aiutare Pam con la scelta della band che suonerà al matrimonio, scoprendo che Kevin ha un passato da musicista; allo stesso tempo, il ragazzo prova un certo senso di colpa per non aver parlato a Pam della sua volontà di trasferirsi.
La festa si rivela un successo, ma alcuni partecipanti la vivono con sentimenti contrastanti: Jan, nonostante un apparente distacco emotivo, si rende conto che Michael le ha infine preferito Carol, nonostante le sue speranze di poter passare la notte con lui, mentre Jim si sente troppo legato a Pam. Dopo che Jan gli ha comunicato la possibilità di trasferirsi, Jim, rimasto solo con Pam, le confessa il suo amore, ricevendo tuttavia un atteso rifiuto. La ragazza cerca allora conforto e consiglio dalla madre al telefono, per poi essere raggiunta da Jim in ufficio: i due, infine, si baciano.